# Paul Unterstab

Paul Unterstab

Walther Paul Unterstab (* 24. April 1895 in Reinsdorf; † 25. August 1944 in Kischinew) war ein deutscher Politiker (NSDAP) und SA-Führer.

## Leben und Wirken
Unterstab besuchte von 1901 bis 1909 die Bürgerschule in Zwickau und anschließend bis 1914 die Lehrerseminare in Annaberg und Zwickau. 
Im August 1914 meldete Unterstab sich als Kriegsfreiwilliger zur Teilnahme am Ersten Weltkrieg: Im ersten Kriegsjahr kämpfte er mit dem Reserveinfanterieregiment 243. Im Oktober 1915 wurde er als Vizefeldwebel bei Tahure schwer verwundet. Ende 1916 kehrte er mit einer MG-Kompanie beim  Reservieinfanterierregiment 133 an die Front zurück. Zum Zeitpunkt des Kriegsendes im Herbst 1918 war er Leutnant der Reserve und Führer einer MG-Kompanie. Seit Dezember 1918 gehörte Unterstab dem Freiwilligen-Detachement von Kirchenpaur an, mit dem er sich in der ersten Nachkriegszeit dem Freikorps Hülsen anschloss, bevor er sich bis Juli 1919 bei den sächsischen Grenzjägern betätigte. Im Krieg wurde er mit dem Eisernen Kreuz beider Klasse und dem Militär-Sankt-Heinrichsorden ausgezeichnet. 
Im August 1919 wurde Unterstab Lehrer in der Gemeinde Birkwitz. Anschließend arbeitete er von Februar 1922 bis Januar 1926 als Lehrer in Lippersdorf. Während dieser Zeit wurde er 1923 Mitglied der NSDAP. 1925 trat er außerdem in SA, den Kampfverband der Partei, ein. Im Februar 1926 wechselte Unterstab als Lehrer nach Niederstrahwalde in der Oberlausitz. 
Wenige Wochen nach dem Machtantritt der Nationalsozialisten im Frühjahr 1933 übernahm die von Unterstab als SA-Standartenführer geführte SA-Standarte 102 (Zittau) die Bewachung des KZ Hainewalde. Mit Beförderungsdatum vom 20. April 1936 erreichte er mit der Ernennung zum SA-Brigadeführer den Höhepunkt seiner SA-Laufbahn.
In seinem Beruf als Lehrer wurde Unterstab in den 1930er Jahren zum Bezirksschulrat befördert. In diesem Zusammenhang wechselte er in die Kreisstadt Bautzen.
Im April 1933 zog Unterstab für die NSDAP als Abgeordneter in den sächsischen Landtag ein. Nach der Auflösung dieser Körperschaft wurde er am 12. November 1933 als Abgeordneter der NSDAP für den Wahlkreis 28 (Dresden-Bautzen) in den nationalsozialistischen Reichstag gewählt, dem er bis zu seinem Tod 1944 angehörte.
Seine 1920 geschlossene Ehe war 1926 geschieden worden.